# San Miguel de Abona
San Miguel de Abona é um município da Espanha na província de Santa Cruz de Tenerife, comunidade autónoma das Canárias. Tem 42,04 km² de área e em 2021 tinha 21 872 habitantes (densidade: 520,3 hab./km²).

## Demografia
| Variação demográfica do município entre 1991 e 2004 | Variação demográfica do município entre 1991 e 2004 | Variação demográfica do município entre 1991 e 2004 | Variação demográfica do município entre 1991 e 2004 |
| --------------------------------------------------- | --------------------------------------------------- | --------------------------------------------------- | --------------------------------------------------- |
| 1991                                                | 1996                                                | 2001                                                | 2004                                                |
| 5118                                                | 5776                                                | 8398                                                | 10802                                               |

|              | Norte: Vilaflor         |                           |
| Oeste: Arona | San Miguel de Abona     | Este: Granadilla de Abona |
|              | South: Oceano Atlântico |                           |